# 타잔 - 시리즈 2
타잔 - 시리즈 2(Tarzan & Jane)는 미국에서 제작된 빅터 쿡, 스티브 로터 감독의 2002년 애니메이션 영화이다. 제프 베넷 등이 주연으로 출연하였고 스티브 로터 등이 제작에 참여하였다.

## 출연

### 주연
- 제프 베넷
- 짐 커밍스
- 올리비아 다보
- 그레이 딜라일
- 알렉시스 데니소프

### 조연
- 그레그 일리스
- 존 오헐리
- 케빈 마이클 리처드슨
- 니콜레트 세리단
- 타라 스트롱
- 마이클 T. 웨이스
- 에이프릴 윈첼